# Literaturjahr 1861
Liste der Literaturjahre

◄◄ | ◄ | 1857 | 1858 | 1859 | 1860 | Literaturjahr 1861 | 1862 | 1863 | 1864 | 1865 | ► | ►►

Weitere Ereignisse

Dieser Artikel behandelt das Literaturjahr 1861.

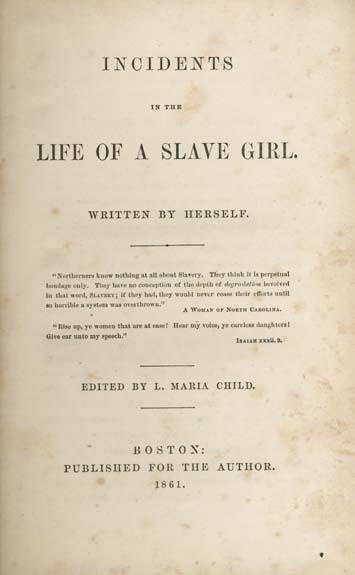
Incidents in the Life of a Slave Girl, Frontispiz der Erstausgabe

## Ereignisse

### Prosa

#### Englischsprachige Werke
- August: Der letzte Teil von Charles Dickens’ Werk Great Expectations erscheint in seiner Zeitschrift All the Year Round. Anschließend wird der Bildungsroman in drei Bänden veröffentlicht.
- George Eliot veröffentlicht den Roman Silas Marner.
- Die ehemalige Sklavin Harriet Jacobs veröffentlicht in Boston unter dem Pseudonym Linda Brent ihre Autobiografie Incidents in the Life of a Slave Girl. Das Vorwort stammt von Lydia Maria Child, nachdem Harriet Beecher Stowe abgelehnt hat.

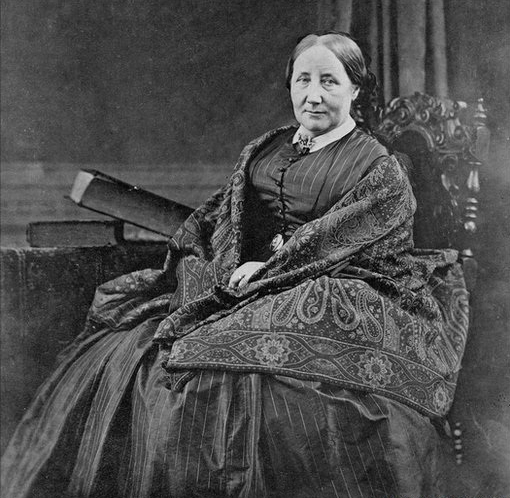
Elizabeth Gaskell um 1860

- Elizabeth Gaskell veröffentlicht The Grey Woman und Lois the Witch, eine Sammlung von Kurzgeschichten.
- Die englische Schriftstellerin Mary Elizabeth Braddon veröffentlicht die Werke The Octoroon und The Black Band.
- Theodore Winthrop verfasst den homoerotischen Roman Cecil Dreem. Im selben Jahr schreibt er sich in die Unionsarmee ein und kommt im Gefecht bei Big Bethel ums Leben. Der Roman wird so wie seine anderen Romane, für die er keinen Verleger gefunden hat, von seinem Freund George William Curtis postum veröffentlicht.

#### Weitere Werke weltweit

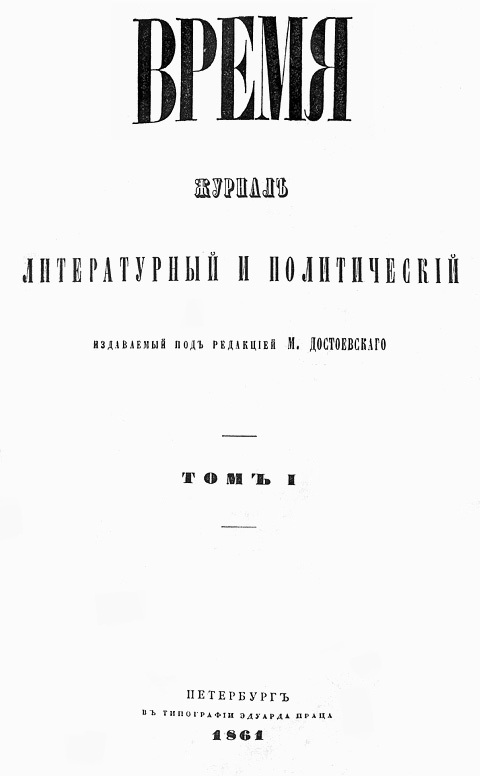
Die Titelseite der ersten Ausgabe von Wremja

- Fjodor Michailowitsch Dostojewski veröffentlicht in der von ihm und seinem Bruder Michail seit Januar herausgegebenen Zeitschrift Wremja in St. Petersburg den Roman Erniedrigte und Beleidigte bis Juni in mehreren Teilen. Ab Herbst erscheint seine Prosaarbeit Aufzeichnungen aus einem Totenhaus.
- November: Die Grafschaft Ruppin, der erste Teil des fünfbändigen Werks Wanderungen durch die Mark Brandenburg von Theodor Fontane, erscheint.
- 25. Dezember: Der erste Teil des Romans Le Capitaine Fracasse von Théophile Gautier erscheint in der Zeitschrift Revue nationale. Der letzte Teil erscheint am 10. Juni 1863.
- Von Hans Christian Andersen erscheint das Kunstmärchen Zwölf mit der Post.
- Auf dunkelm Grunde, Die schwarze Galeere, Der heilige Born, Nach dem großen Kriege von Wilhelm Raabe
- Friedrich Gerstäcker veröffentlicht Der Kunstreiter und Unter dem Aequator.
- Von Theodor Storm erscheinen u. a. die Novellen Drüben am Markt und Veronica.
- Der belgische patriotische Schriftsteller Charles De Coster veröffentlicht die Contes brabançons.
- Der spanische romantische Autor Gustavo Adolfo Bécquer veröffentlicht die Legende Los ojos verdes (Die grünen Augen).

### Lyrik
- 9. Februar: Charles Baudelaire bringt eine zweite zensierte Fassung seines Gedichtbandes Les Fleurs du Mal heraus.
- Nach dem 19. April: James Ryder Randall schreibt das Gedicht Maryland, My Maryland.

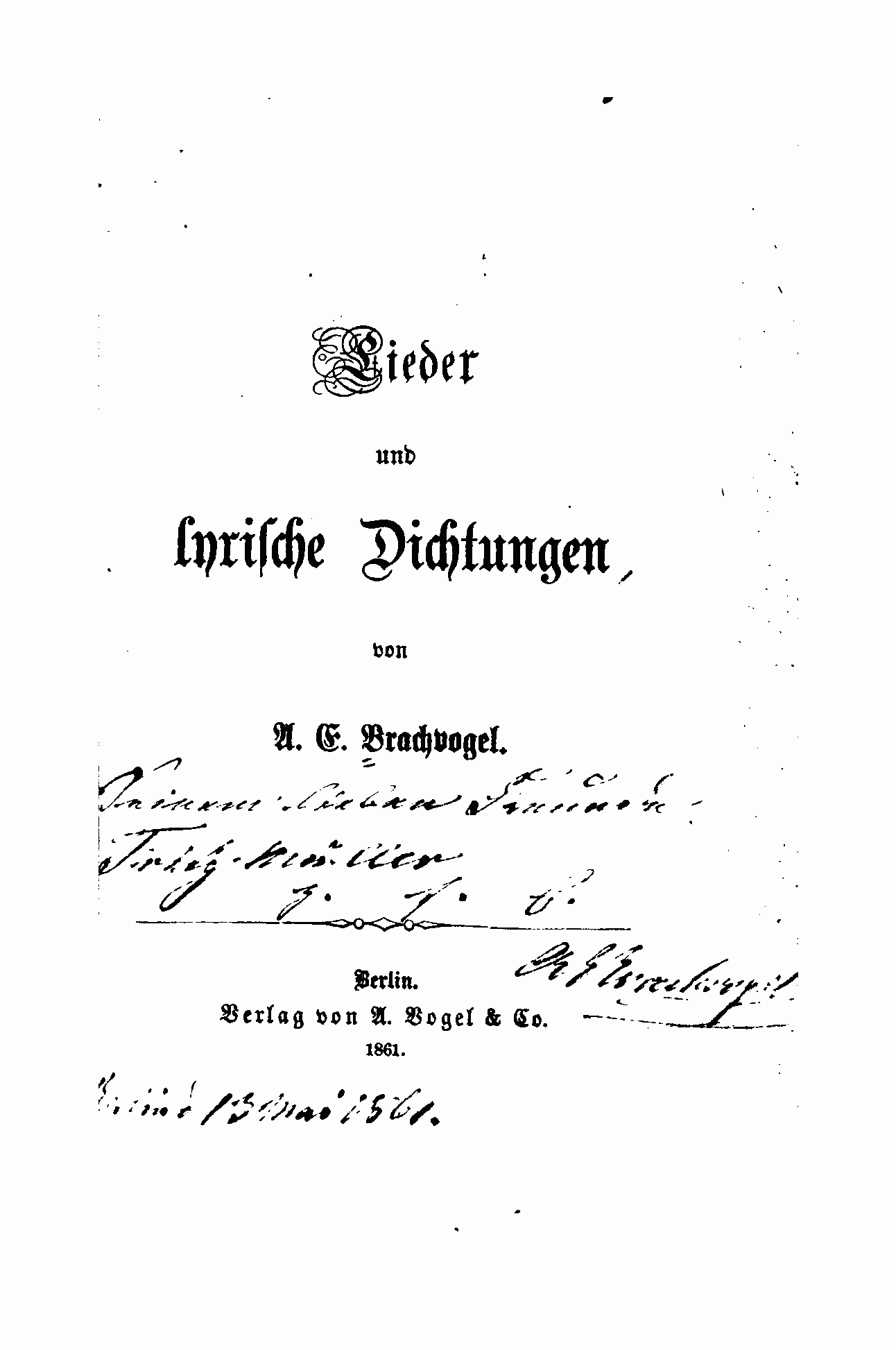
Titelseite

- Albert Emil Brachvogel: Lieder und lyrische Dichtungen

### Drama
- Das Trauerspiel in drei Abteilungen Die Nibelungen von Friedrich Hebbel erscheint. Die Uraufführung der ersten beiden Abteilungen erfolgt am 31. Januar am Großherzogliches Hoftheater Weimar. Vom 16. bis zum 18. Mai findet eine Aufführung aller drei Teile statt, bei der die dritte Abteilung uraufgeführt wird.
- Léon Gozlan verfasst das Lustspiel La Pluie et le beau temps (Regen und Sonnenschein).
- Der ungarische Dramatiker Imre Madách vollendet im Austausch mit János Arany sein dramatisches Hauptwerk Az ember tragédiája (Die Tragödie des Menschen) und das Drama Moses.
- Der französische Dramatiker Henri Meilhac verfasst die beiden Stücke La vertu de Célimène und L'attaché d'ambassade. Letzteres dient Jahrzehnte später als Librettobasis für die Operette Die lustige Witwe.

### Periodika

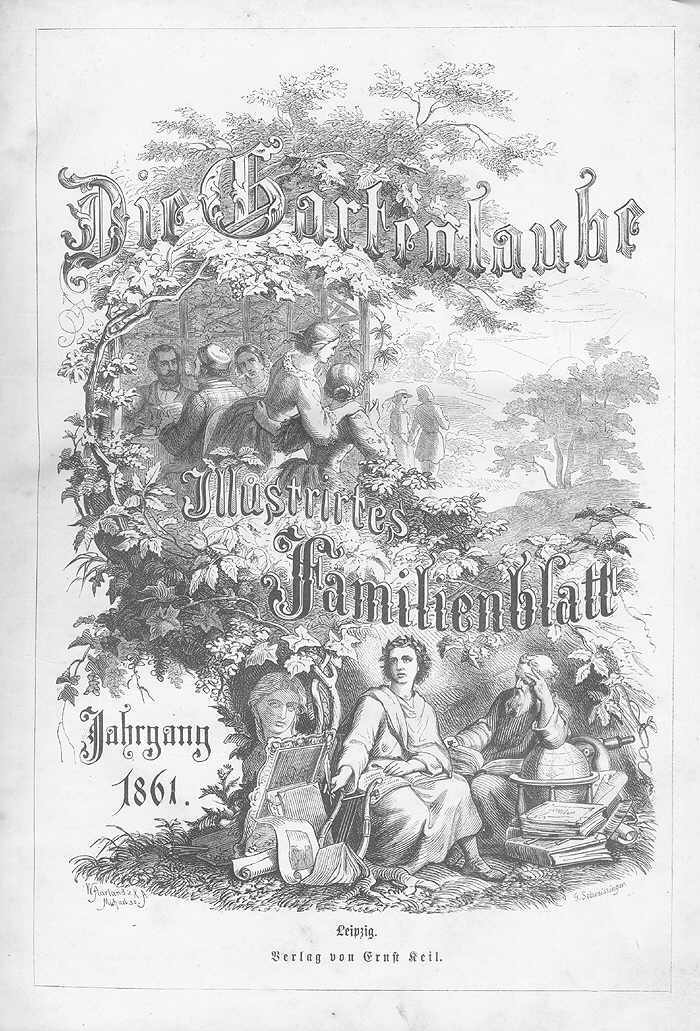
Die Gartenlaube 1861

Als liberales Gegenstück zum konservativen Punch erscheint am 21. September erstmals die von Henry James Byron herausgegebene satirische Zeitschrift Fun.
Der dänische Geologe und Grönlandforscher Hinrich Johannes Rink gründet Atuagagdliutit (Lesenswertes), die erste grönländische Zeitung. Sie hat großen Einfluss auf die Entstehung der modernen grönländischen Schriftsprache sowie die Förderung der grönländischen Kultur und Identität. Inhalte in dieser Zeit sind neben praktischen Ratschlägen zur Robbenjagd und zum Fischfang vor allem auch politische Berichte, die die Grönländer zu politischer Mitarbeit motivieren sollen. Kinder werden durch die Zeitung erstmals mit passender Literatur in ihrer Sprache versorgt. Außerdem enthält die Atuagagdliutit Illustrationen von einheimischen Künstlern wie Aron von Kangeq und trägt so wesentlich zur Unterstützung der grönländischen Kunst bei. Ihrem Ziel, der politischen Bildung und Emanzipation der Grönländer, entsprechend ist die Zeitung für Grönländer gratis, nur Dänen müssen dafür bezahlen. Wegen der schwierigen Transportwege erscheint die Atuagagdliutit anfänglich nur zweimal pro Jahr.
Mehmet Tahir Münif gründet die Osmanische Wissenschaftliche Gesellschaft und bringt ihre Zeitschrift Mecmūʿa-yi Fünūn / مجموعه فنون / ‚Zeitschrift der [säkularen] Wissenschaften‘ heraus. Diese erscheint monatlich und wird mit staatlicher Unterstützung im Land verteilt. Zum Inhalt der Mecmūʿa-yi Fünūn zählen Naturwissenschaften, Geschichte, Geographie, Politik, Wirtschaft und Philosophie. Die Zeitschrift vermittelt der osmanischen Leserschaft klassische und europäische Errungenschaften in diesen Fachgebieten sowie die nichtdogmatische – d. h. nicht von der Religion dominierte – Behandlung von wissenschaftlichen und philosophischen Problemen. Ihre Rolle für die Aufklärung in der Türkei wird später mit der Rolle von Diderots Encyclopédie im Frankreich des 18. Jahrhunderts verglichen. Sie hat jedoch nur bis zum Jahr 1865 Bestand.
Die Národní listy (Volksblätter) wird auf Initiative František Ladislav Riegers ins Leben gerufen. Das Organ der tschechischen Nationalpartei Národní strana mit seinem Herausgeber Julius Grégr entwickelt sich in den nächsten Jahren zur einflussreichsten politischen Tageszeitung im Königreich Böhmen.
Ottokar Franz Ebersberg gründet in Wien die Satirezeitschrift Kikeriki.

### Wissenschaftliche Werke

#### Medizin, Naturwissenschaften und Geographie

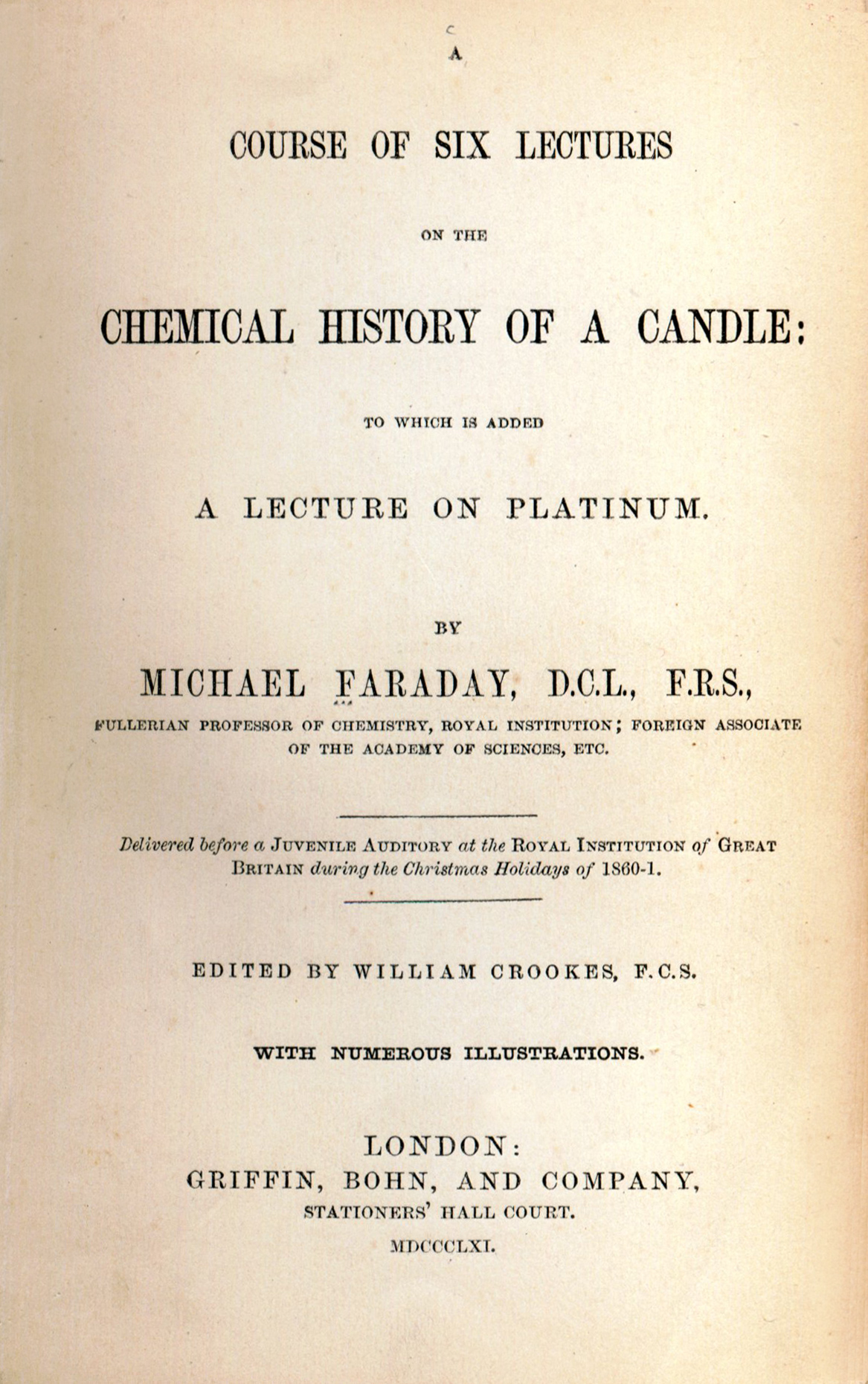
Titelblatt der englischen Erstausgabe

- Nachdem der englische Naturwissenschaftler Michael Faraday zum Jahreswechsel eine sechsteilige Vorlesungsreihe zur Naturgeschichte einer Kerze abgehalten hat, erscheint im April die Erstausgabe des populärwissenschaftlichen Werks unter dem vollständigen Titel A Course of Six Lectures on the Chemical History of a Candle: To Which is Added a Lecture on Platinum im Verlag von Griffin, Bohn & Co. im Druck.

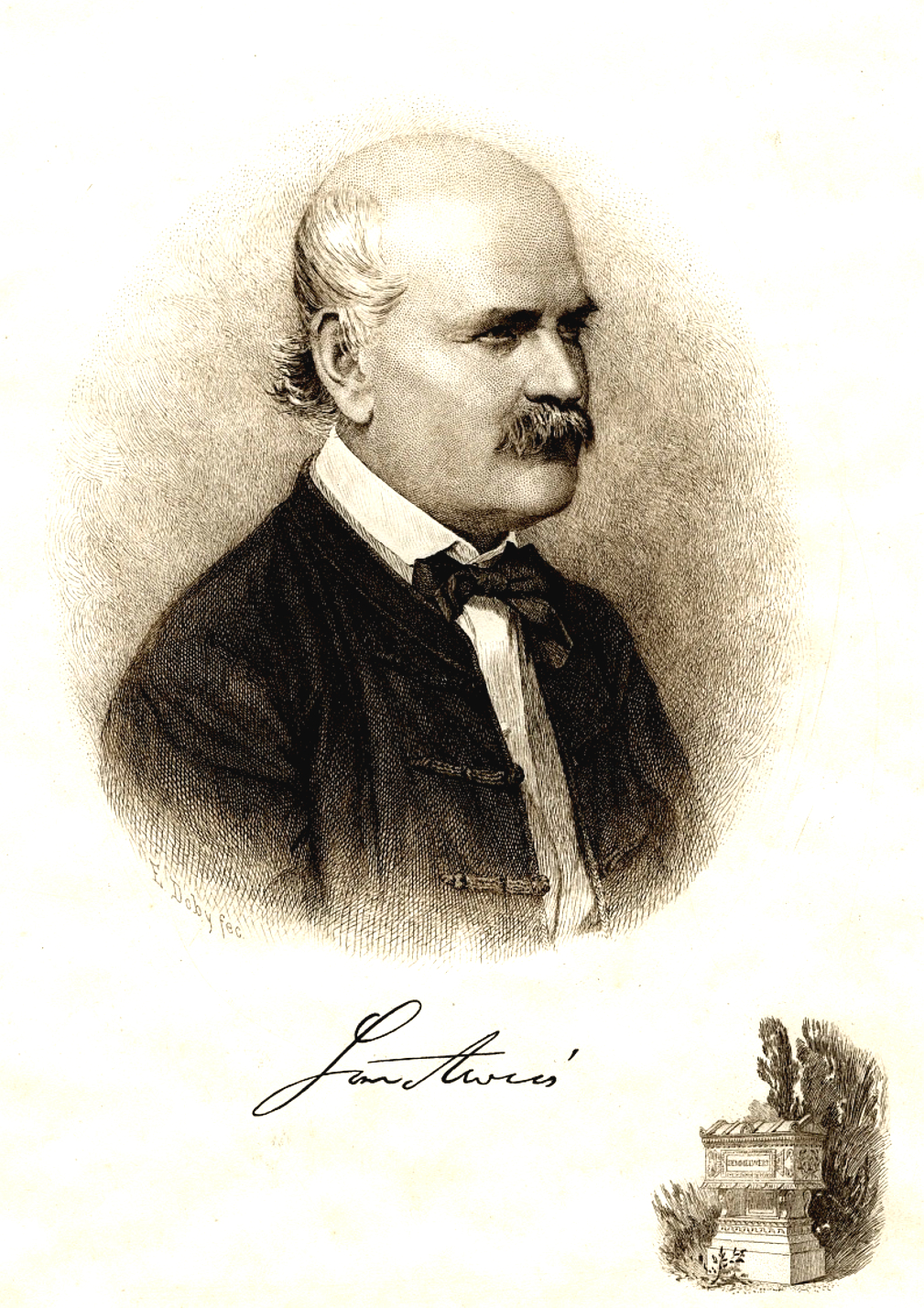
Ignaz Semmelweis

- Ignaz Semmelweis veröffentlicht in Pest das Werk Die Ätiologie, der Begriff und die Prophylaxe des Kindbettfiebers.
- Der im Vorjahr im Solnhofener Plattenkalk gefundene Abdruck einer Schwungfeder dient dem Paläontologen Hermann von Meyer als Grundlage für seine Erstbeschreibung des von mit dem Gattungsnamen Archaeopteryx (Alte Feder) bezeichneten „Urvogels“.
- Der deutsche Entomologe Hermann August Hagen beschreibt erstmals zahlreiche Libellen-Gattungen wie Celithemis, Erythemis, Orthemis, Pantala, Perithemis und Tramea sowie die Arten Erythrodiplax funerea, Sympetrum madidum.
- Der deutsche Ornithologe Jean Louis Cabanis verfasst die Erstbeschreibung der Vogelarten Rußdrossel (Turdus nigrescens), Feuerschnabelarassari (Pteroglossus frantzii), Feuer-Waldsänger (Parula gutturalis) und Einfarb-Hakenschnabel (Diglossa plumbea).
- Der deutsche Zoologe Albert Günther beschreibt mehrere Fischarten erstmals, darunter den Kreisdorn-Doktorfisch, den Mondscheinfadenfisch und mehrere Arten der Lippfische.

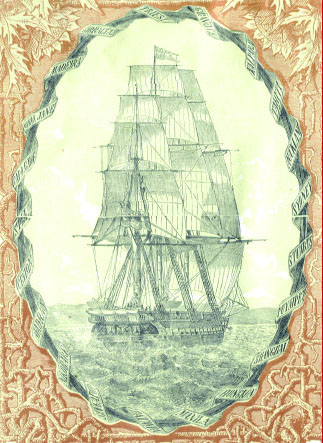
Titelbild des ersten Expeditionsberichts

- Der erste Band der Reisebeschreibung Reise der österreichischen Fregatte Novara um die Erde von Karl von Scherzer wird von der Kaiserlichen Akademie der Wissenschaften herausgegeben. Im gleichen Jahr erscheint auch ein medizinischer Teil des Berichts von Eduard Schwarz. Bis 1876 umfasst das Werk, das sich mit den wissenschaftlichen Ergebnissen der Novara-Expedition der Jahre 1857–59 beschäftigt, 21 Bände.
- Paul Belloni Du Chaillu veröffentlicht in London seinen Reisebericht Explorations and adventures in Equatorial Africa, mit dem er insbesondere das Interesse der Allgemeinheit an Gorillas weckt.

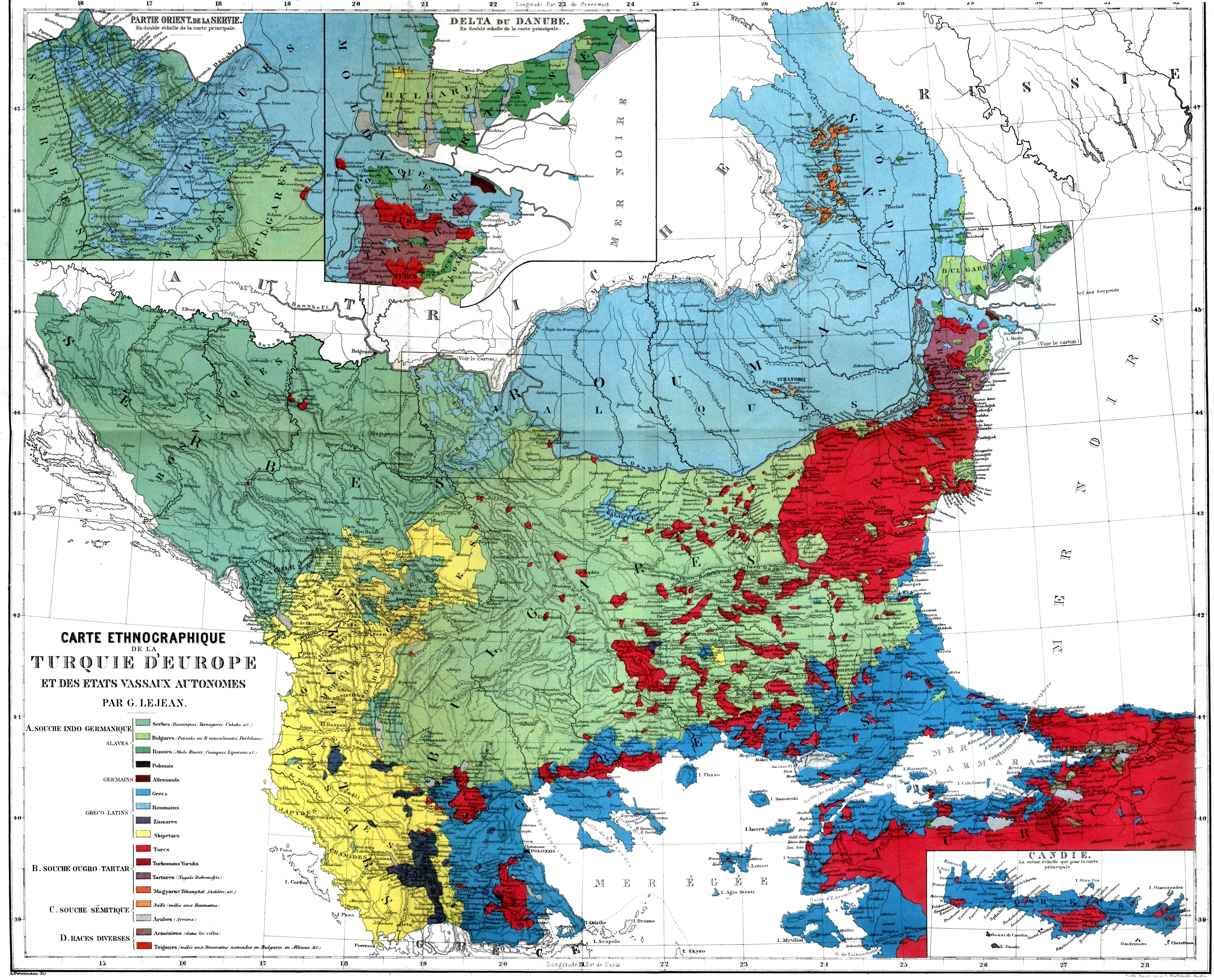
Ethnische Karte des Osmanischen Balkans 1861

- In den Ergänzungsheften zu Petermanns Geographischen Mitteilungen erscheint die Ethnographie der europäischen Türkei von Guillaume Lejean.
- Der Verlag Blackwood & Sons gibt den monumentalen Weltatlas The Royal Atlas of Modern Geography, exhibiting, in a series of entirely original and authentic maps, the present condition of geographical discovery and research in the several countries, empires, and states of the world von Alexander Keith Johnston heraus, der als einer der besten des 19. Jahrhunderts gilt.

#### Photographie
- K.u.k. Hofphotograph Ludwig Angerer verfasst in der Zeitschrift für Fotografie und Stereoskopie die Aufsätze Ueber den Vergrösserungs-Apparat und Ueber eine Methode auf trockenem Kollod.

#### Politik und Philosophie
- Der englische Philosoph John Stuart Mill veröffentlicht das demokratietheoretische Werk Considerations on Representative Government.
- Der Schweizer Rechtshistoriker und Altertumsforscher Johann Jakob Bachofen veröffentlicht sein Hauptwerk Das Mutterrecht. Eine Untersuchung über die Gynaikokratie der alten Welt nach ihrer religiösen und rechtlichen Natur und begründet damit die Geschichte der Matriarchatstheorien.

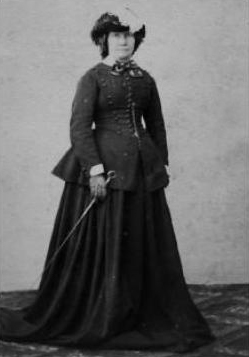
Marie Espérance von Schwartz

- Marie Espérance von Schwartz bringt die Memoiren von Giuseppe Garibaldi heraus und kommt damit ihrem Konkurrenten Alexandre Dumas zuvor.

Pierre-Joseph Proudhon

- Das politische Werk La Guerre et la Paix des französischen Soziologen und Anarchisten Pierre-Joseph Proudhon inspiriert den russischen Schriftsteller Leo Tolstoi zu seinem Roman Krieg und Frieden.

## Geboren

### Geburtsdatum gesichert
- 1. Januar: John Luther Long, US-amerikanischer Jurist und Schriftsteller
- 2. Januar: Wilhelm Bölsche, deutscher Schriftsteller und Naturforscher († 1939)
- 14. Januar: Wilhelm von Polenz, deutscher Schriftsteller († 1903)
- 19. Januar: Max Bewer, deutscher Dichter und Schriftsteller († 1921)

- 12. Februar: Lou Andreas-Salomé, deutsche Schriftstellerin, Erzählerin und Essayistin († 1937)
- 15. Februar: Julius Wahle, österreichischer Literaturwissenschafter († 1940)
- 21. Februar: Carl Christoph Bernoulli, Schweizer Bibliothekar († 1923)
- 25. Februar: Santiago Rusiñol, katalanischer Maler, Schriftsteller, Journalist und Theaterautor († 1931)
- 27. Februar: Rudolf Steiner, österreichischer Begründer der Anthroposophie († 1925)
- 14. März: Rudolf Krauss, deutscher Germanist und Literaturhistoriker († 1945)

- 7. Mai: Rabindranath Thakur, bengalischer Dichter, Philosoph, Maler, Komponist, Musiker und Brahmo-Samaj-Anhänger († 1941)

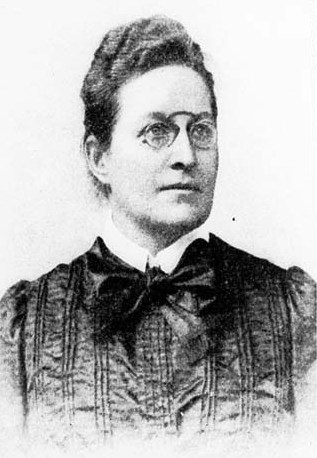
Anna Pappritz

- 9. Mai: Anna Pappritz, deutsche Schriftstellerin, Frauenrechtlerin und Abolitionistin († 1939)
- 19. Juni: José Rizal, philippinischer Schriftsteller und Nationalheld († 1896)

- 15. Juli: Hirotsu Ryūrō, japanischer Schriftsteller († 1928)
- 29. Juli: Carl Müller-Rastatt, deutscher Schriftsteller, Literaturkritiker und Redakteur († 1931)
- 31. Juli: Edward Breck, US-amerikanischer Autor, Florettfechter, Golfer, Diplomat und Spion († 1929)
- 3. August: Michel Verne, französischer Schriftsteller († 1925)

- 11. September: Juhani Aho, finnischer Schriftsteller und Journalist († 1921)
- 13. September: Frederick Judd Waugh, US-amerikanischer Maler, Illustrator und Autor († 1940)
- 20. September: Herbert Putnam, US-amerikanischer Bibliothekar († 1955)
- 21. September: Josef Scheiner, tschechischer Jurist, Journalist und Politiker sowie Mitglied der tschechischen Turnbewegung Sokol († 1932)

- 10. Oktober: Édouard Dujardin, französischer Schriftsteller († 1949)
- 14. Oktober:Alois Mrštík, tschechischer Schriftsteller und Dramaturg († 1925)
- 15. Oktober: Josef Ruederer, deutscher Schriftsteller († 1915)
- 16. November: Arvid Järnefelt, finnischer Schriftsteller († 1932)

### Geboren um 1861
- 1860/1861: Elizabeth Alice Hawkins-Whitshed, irische Bergsteigerin, Photographin und Schriftstellerin († 1934)

## Gestorben
- 17. Januar: Malla Montgomery-Silfverstolpe, schwedische Schriftstellerin (* 1782)
- 20. Januar: Johann Ludwig Urban Blesson, preußischer Militärschriftsteller (* 1790)
- 28. Januar: Henri Murger, französischer Schriftsteller und Dichter (* 1822)
- 29. Januar: Catherine Gore, englische Schriftstellerin (* 1799)
- 18. Februar: Theodor Mügge, deutscher Schriftsteller (* 1802)

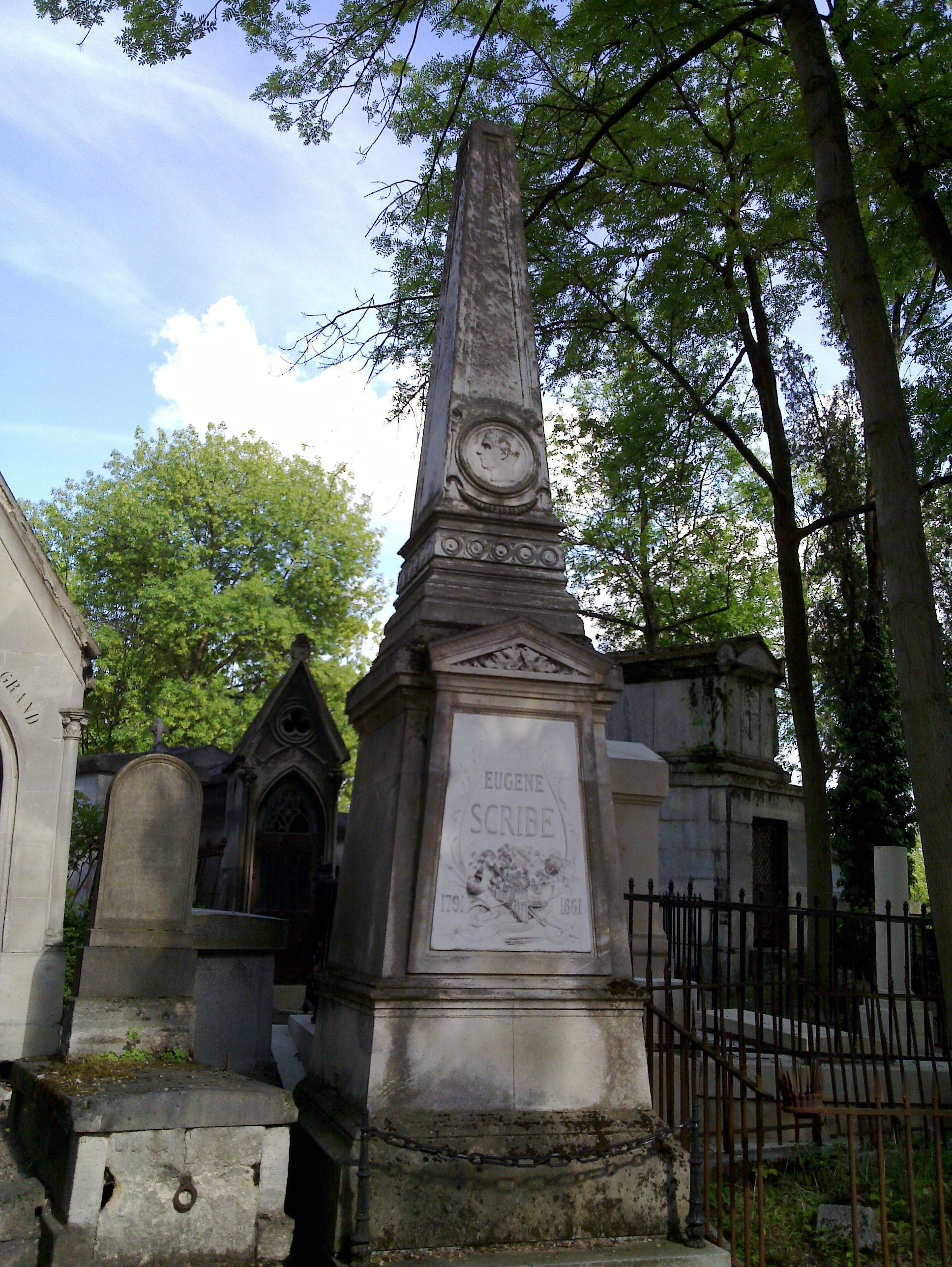
Grab Eugène Scribes auf dem Friedhof Père-Lachaise

- 20. Februar: Eugène Scribe, französischer Dramatiker und Librettist (* 1791)
- 10. März: Taras Schewtschenko, ukrainischer Dichter (* 1814)
- 7. Juni: Patrick Brontë, britischer Geistlicher und Dichter, Vater der Geschwister Brontë (* 1777)
- 10. Juni: Theodore Winthrop, US-amerikanischer Autor und Rechtsanwalt, Major der Nordstaatenarmee im Sezessionskrieg (* 1828)

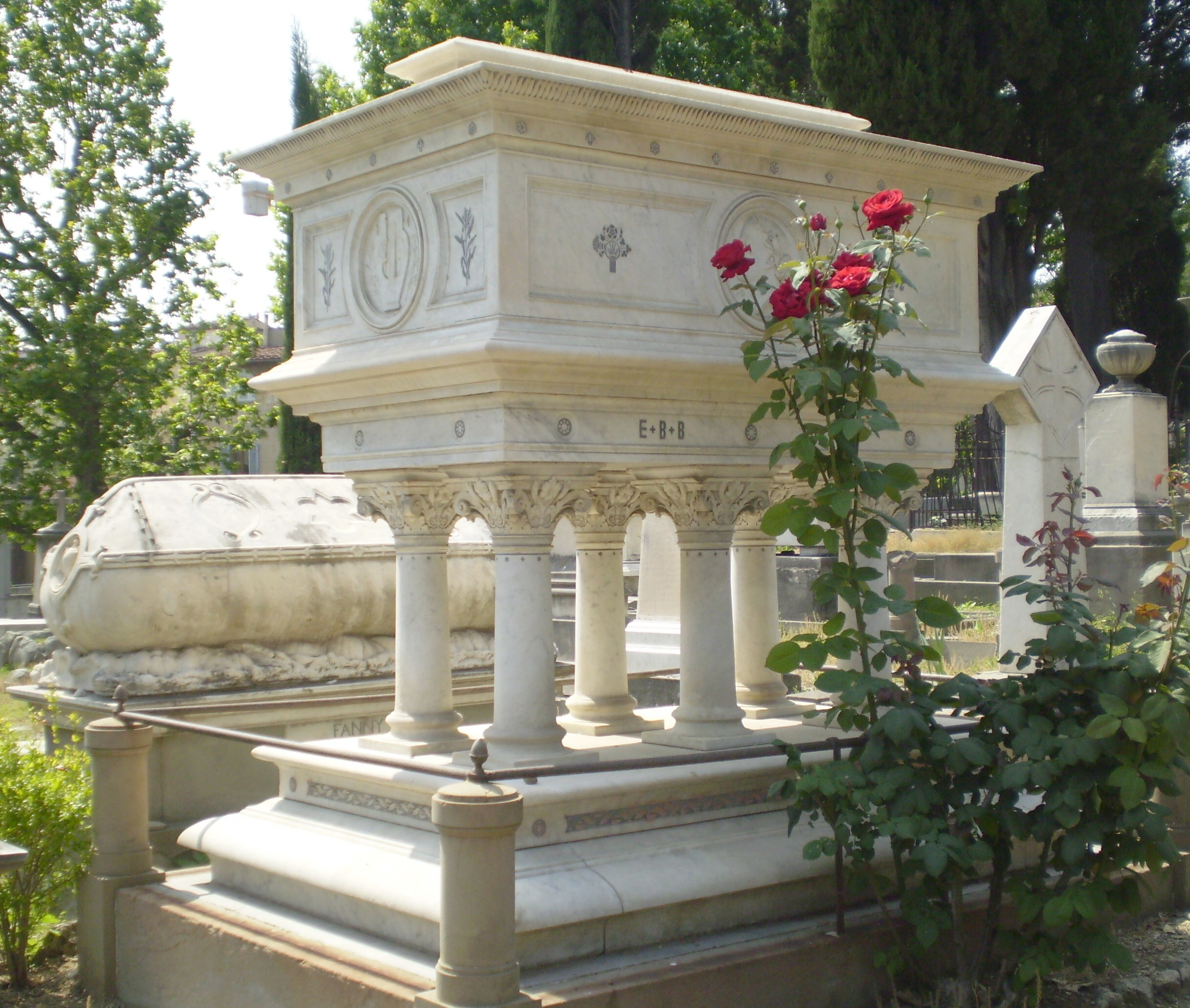
Elizabeth Barrett Brownings Grab auf dem Cimitero degli Inglesi in Florenz

- 29. Juni: Elizabeth Barrett Browning, britische Dichterin (* 1806)
- 22. Juli: Gregor Wilhelm Nitzsch, deutscher Philologe (* 1790)
- 23. Juli: Ernst Baedeker, deutscher Verleger (* 1833)
- 13. November: Arthur Hugh Clough, englischer Schriftsteller (* 1819)
- 30. November: Theodor Mundt, deutscher Schriftsteller (* 1808)
- 27. November: Anne Bignan, französischer Schriftsteller und Übersetzer (* 1795)
- 18. Dezember: Ernst Anschütz, deutscher Lehrer, Organist, Dichter und Komponist (* 1780)